# Церковь Святой Великомученицы Екатерины (Вильнюс)
Це́рковь Свято́й великому́ченицы Екате́рины (Екатерининская церковь) — православный храм на Зверинце в Вильнюсе, сооружённый на средства виленского генерал-губернатора Александра Потапова в память его покойной супруги Екатерины Потаповой. Располагается на высоком берегу реки Вилии (Нерис), у перекрёстка улиц С. Монюшкос и Бирутес.

## История
Первоначально на месте нынешнего здания стараниями Екатерины Потаповой (урождённой княжны Оболенской; 1820—1871) была построена небольшая деревянная домовая церковь рядом с летней резиденцией виленского генерал-губернатора в 1868—1874 годах Александра Потапова в тогдашнем пригороде Вильны Зверинце. Богослужения вёл священник А. Братановский из Саратовского полка, расквартированного в Вильне. Известная своей благотворительной деятельностью Потапова посещала больных, ухаживала за ними в госпитале и, заразившись холерой, умерла 3 (15) августа 1871 года. По завещанию, тело почившей на три дня было выставлено в домовой церкви, затем было увезено в Санкт-Петербург для погребения в фамильном склепе Оболенских.
Тяжело переживавший утрату супруги Александр Потапов решил в память о ней рядом с деревянной церковью возвести каменный храм. Под церковь был выделен участок в 375 м 2. Проект здания был подготовлен архитектором Николаем Чагиным, предложившим сохранить деревянный каркас прежней церкви и выстроить каменные стены по её периметру.

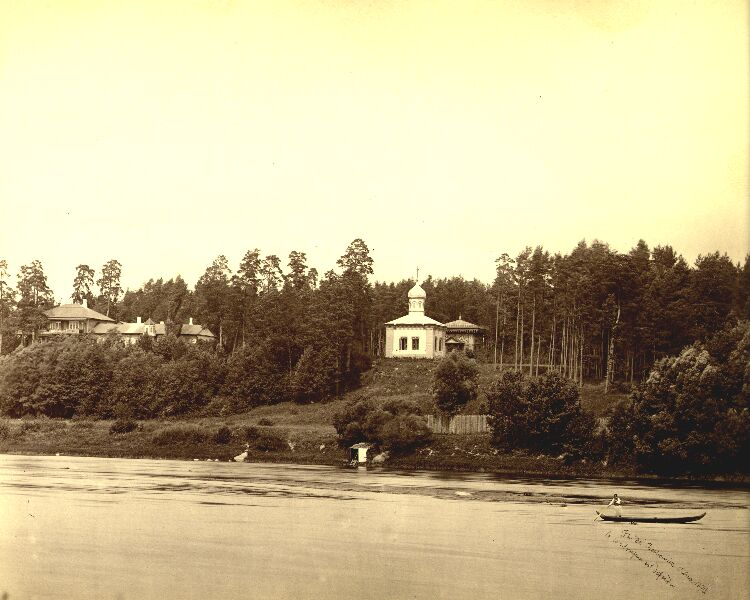
Фотография Юзефа Чеховича. Конец XIX века

Год спустя 3 (15) августа 1872 года, в годовщину кончины Екатерины Потаповой, новый белокаменный православный храм был освящён архиепископом Виленским и Литовским Макарием (Булгаковым) во имя святой великомученицы Екатерины. На боковом фасаде была установлена мемориальная плита в память Екатерины Потаповой. Храм был приписан к домовой церкви Святого Александра Невского в генерал-губернаторском дворце. После отъезда Потапова из Вильны церковь содержалась на проценты с его вклада в виленском коммерческом банке. Распорядителем средств был настоятель дворцовой Александро-Невской церкви А. Гомолицкий.

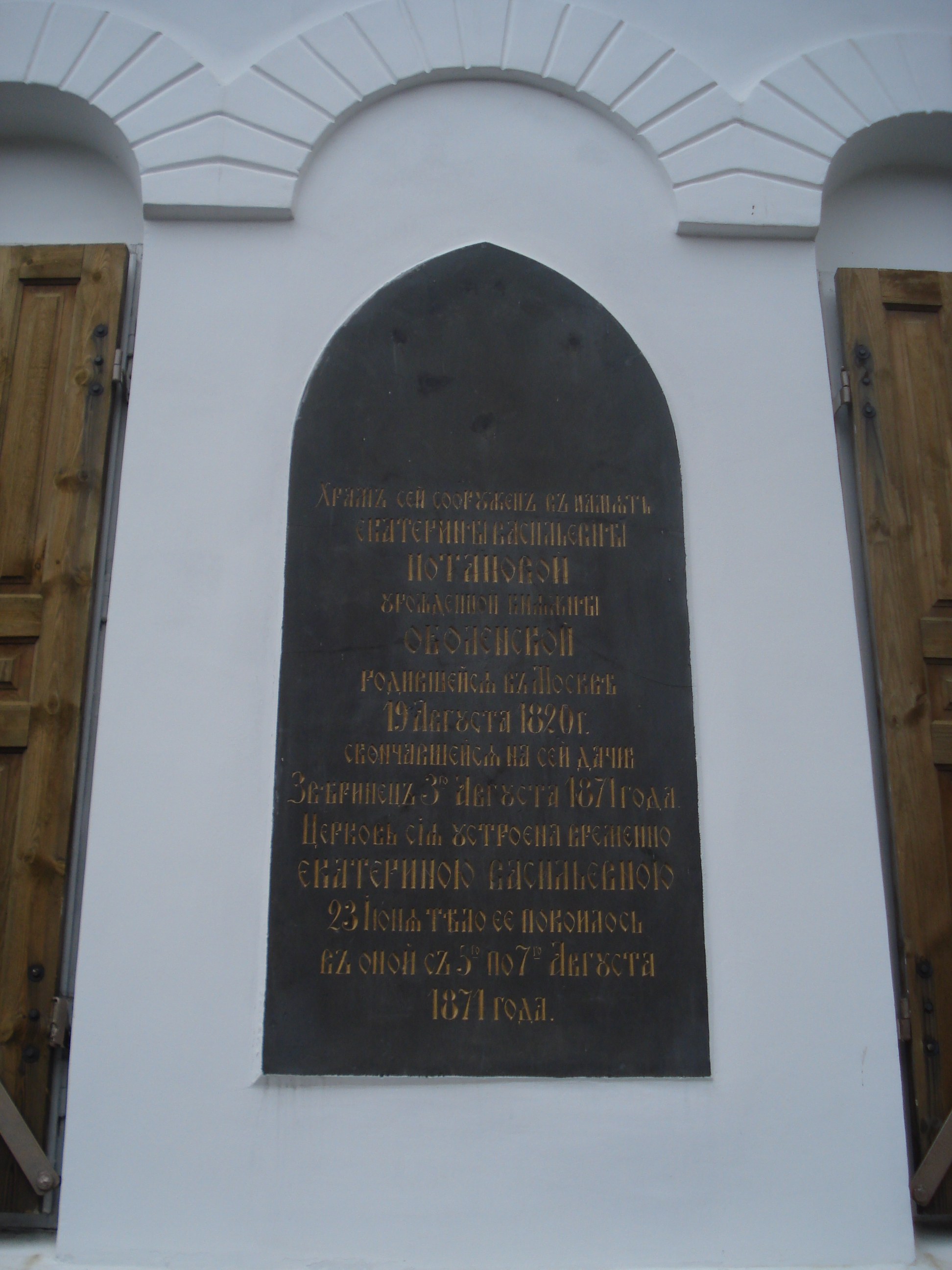
Памятная плита

Она сооружена в 1871 г. на средства б. генерал-губернатора Потапова, в память скончавшейся в Вильне его супруги Екатерины Васильевны, оставившей светлую память своей благотворительной деятельностью. Прихода она не имеет и приписана к Дворцовой церкви; служба в ней совершается в храмовой праздник и в дни поминовения членов семьи Потапова.

Во время Первой мировой войны прекратилось существование дворцовой Александро-Невской церкви. Некоторое время Екатерининскую церковь использовала в качестве домовой церкви Н. Калинкова, дочь владельца Зверинца В. В. Мартинсона. В 1922 году церковь была передана в ведение общины Знаменской церкви. С провозглашением автокефалии Польской православной церкви (1924), которая не была признана Московским патриархатом, при Екатерининской церкви стараниями общественного и церковного деятеля Вячеслава Богдановича была зарегистрирована религиозная община РПЦ. Возглавлявший Литовскую епархию (с кафедральным центром в Ковно) митрополит Елевферий (Богоявленский) главой Екатерининского прихода назначил Александра (Левицкого). В 1925 году польские власти запретили пользоваться храмом. Однако «патриарший» Екатерининский приход (единственный в межвоенной Польше, который не утратил канонической связи с Московским патриархатом) продолжал негласно существовать. Службы совершались в частных домах прихожан. В храме же совершались богослужения и требы священниками Польской православной церкви во время ремонта Знаменской церкви.
С установлением в Литве советской власти (1940) церковь была закрыта. После Второй мировой войны здание было занято под склад Литовской киностудии. В середине 1990-х годов здание в порядке реституции было возвращено Виленской и Литовской епархии Русской православной церкви. В 2005 году по благословению митрополита Виленского и Литовского Хризостома Свято-Духов монастырь осуществил наружный ремонт церковного здания: заново перестелены покрытия купола и крыши и окрашены его стены.
В 2013 году по благословению архиепископа Виленского и Литовского Иннокентия был сделан внутренний ремонт храма. 7 декабря 2013 года в день памяти святой великомученицы Екатерины было совершено первое богослужение, которое возглавил архиепископ Иннокентий .
В настоящее время Божественная Литургия совершается регулярно по воскресным дням и двунадесятым праздникам. Также по средам читается молебен с акафистом святой великомученице Екатерине, в субботу совершается благодарственный молебен и общая панихида. Настоятелем храма назначен иерей Александр Мацкевич.